# Harinera ZGZ
Harinera ZGZ era un espacio creativo de cultura comunitaria situado en la Avenida San José, 201, de Zaragoza. Un lugar de creación y colaboración cogestionado entre agentes culturales, el tejido vecinal y el Ayuntamiento de Zaragoza.

## BIBLIOGRAFÍA
Lo que fue la antigua fábrica harinera de los hermanos Morón en el barrio de San José de Zaragoza y que cerró su actividad en 2001, se transformó en un espacio creativo de cultura comunitaria hasta mayo de 2024.
Harinera ZGZ surgió de la reivindicación por la Asociación Vecinal de San José durante años como una oportunidad para introducir usos culturales en la zona. En primavera de 2014 la Sociedad Municipal Zaragoza Cultural responde a esta reivindicación sacando a concurso un proceso con el que poner en marcha la recuperación de la Harinera de San José. Dicho concurso es ganado por Paisaje Transversal, que desde septiembre hasta diciembre de 2014 desarrolla un proceso para organizar un equipo motor de agentes culturales que puedan co-gestionar la programación de Harinera ZGZ colaborando con el Ayuntamiento de Zaragoza y la Asociación Vecinal de San José en la activación del espacio.
Dentro de este proceso coordinado por Paisaje Transversal se pensaron los posibles usos que se podrían albergar en Harinera ZGZ y se cohesionó y se fue dando visibilidad al colectivo co-gestor del espacio, que pasó a llamarse colectivo Llámalo H. Mientras tanto, se realizaba la rehabilitación de la planta baja del edificio de las cuatro y un almacén que lo componen.
En marzo de 2016, Harinera ZGZ abre sus puertas con la planta baja habilitada ofreciendo muestras de las actividades y talleres que se irán realizando.
Un año más tarde se inauguran las dos siguientes plantas con más espacios comunes para actividades y 11 espacios privativos destinados a residencias culturales. Estas son cedidas a diferentes proyectos para que desarrollen su actividad con la contraprestación de colaborar en la gestión del espacio, y la realización de actividades abiertas al público.
En 2020 terminan las obras de rehabilitación de la 4ª planta quedando pendiente de equipación mobiliaria.
En 2024 después del intento de la ciudadanía de renovar el convenio con el Ayuntamiento de Zaragoza, este opta por acabar con el modelo de cogestión público-ciudadana.
En 2024 el Colectivo Llámalo H que cogestionaba el espacio junto al Ayuntamiento de Zaragoza y el tejido vecinal recibe la Medalla de Oro al Mérito en las Bellas Artes por el trabajo realizado en el espacio.

## Usos
Creatividad y participación.
Colaboración interdisciplinar.
Laboratorio y taller para la reinvención del espacio urbano y territorio.
Colectivos formales y no formales.
Espacio de acción.
Espacio para mancharse las manos.
Interacción con el entorno que nos rodea.

## Objetivos
- Impulsar el derecho de acceso a la cultura en toda su dimensión: que cualquier persona, independientemente de sus condiciones, pueda no sólo consumir, sino producir y decidir su propia cultura.[3]
- Fomentar la cultura comunitaria y la equidad en cultura.
- Fomentar el empoderamiento y la participación activa de la ciudadanía en el hecho cultural, tanto a escala de barrio como a escala de ciudad.
- Contribuir a la transformación del entorno a través de la creatividad.
- Construir realidades desde la inteligencia colectiva y el bien común como prioridad.
- Apostar por la sostenibilidad en todas sus dimensiones: social, ambiental y económica.
- Fomentar la economía social y solidaria.
- Contribuir a la descentralización de la cultura en la ciudad.
- Acompañar la creación de otros espacios de cultura comunitaria y tejer red con los ya existentes.
- Experimentar nuevos modelos de gobernanza compartidos entre lo comunitario y la institución pública, aceptando el ensayo y el error como valor añadido al proceso de aprendizaje.
- Promover el reconocimiento y la dignificación del trabajo en la diversidad de agentes que conforman el tejido cultural.
- Enfocar todos estos objetivos desde los cuidados, poniendo en valor los diferentes ritmos, bagajes y saberes; y con una perspectiva basada en la voluntad de experimentar colectivamente y mancharse las manos.

## Gestión
Harinera ZGZ se gestiona de manera colaborativa entre Ayuntamiento, tejido vecinal y todos aquellos agentes culturales que han decidido sumarse al proyecto. Todas las decisiones sobre el espacio (usos, mecánicas de funcionamiento, contenidos programáticos…) se toman de manera asamblearia.
Al Ayuntamiento lo representan técnicos de Zaragoza Cultural.
El tejido vecinal participa a través de la Asociación Vecinal de San José y otras asociaciones y colectivos del barrio.
Los agentes culturales, y cualquier otra persona, colectivo, asociación o empresa que pueda querer participar en la gestión de Harinera ZGZ, lo hace incorporándose al Colectivo Llámalo H.
Estos tres se reúnen quincenalmente en la Asamblea de Harinera, debatiendo todos los asuntos importantes.
A su vez la gestión se subdivide en comisiones, con carácter independiente pero vinculadas a la aprobación de la Asamblea, que se encargan de aspectos específicos de dicho trabajo:
Enlace Vecinal. Establece lazos entre Harinera ZGZ y el barrio de San José en un diálogo de ida y vuelta; se relaciona con sus comunidades y traslada las necesidades del barrio a la asamblea proponiendo también actividades que refuercen los vínculos. Es además responsable del proyecto “Arte & Educación” que introduce el método creativo en las aulas más allá de las materias artísticas y que permite desarrollar proyecto en conjunto entre la comunidad educativa del barrio y artistas de muy diversa índole.
ImaCom (Imagen y Comunicación). Dedicada a la gestión de la comunicación del espacio, publicación en blog, redes sociales (Facebook, Twitter e Instagram), creación de notas de prensa y en contacto con los medios de comunicación locales para la promoción de las actividades y el modelo de cultura comunitaria del espacio.
Programación. Este grupo recibe las propuestas de actividades a realizar en el espacio y selecciona aquellas adecuadas para el mismo aplicando los criterios consensuados en asamblea por los cuales las actividades deben respetar su carácter social y/o comunitario. Así mismo encuadra en el calendario y según la dotación presupuestaria dichas actividades y se encarga de proporcionar a ImaCom los materiales necesarios para su difusión.
Proyecto. Relata los objetivos y líneas maestra de Harinera ZGZ tanto en los documentos internos como en las presentaciones del espacio creativo que se realizan en los diferentes foros en los que se comparte el modelo de cultura comunitaria y de gestión del espacio. Es también responsable de acoger a las personas interesadas en participar en Harinera ZGZ a través de jornadas de bienvenida y de reflexionar en las ágoras ciudadanas cuatrimestrales sobre temáticas relacionadas con la cultura comunitaria junto a especialistas locales para volcar sus conclusiones a la asamblea.
Cuidados. Esta comisión de reciente formación, que se activa según la necesidad, se ocupa de reconducir los conflictos surgidos dentro de la comunidad e inherentes a la interacción humana y los proyectos realizados en colectivo, pavimentando la permanencia de los miembros de la asamblea.

## Actividad
Harinera ZGZ mantiene permanentemente abierta una convocatoria para la presentación de proyectos, iniciativas y actividades. Cada cuatrimestre, la comisión de programación de Harinera estudia las propuestas recibidas y selecciona las más adecuadas a los objetivos del espacio, elevando la propuesta a la Asamblea de Harinera para su aprobación.
Simultáneamente, los proyectos que habitan las once residencias de Harinera promueven las actividades a las que se comprometieron como retorno al resultar seleccionados como residentes. A esta convocatoria suelen concurrir diferentes creadores, artistas, asociaciones culturales, colectivos y pequeñas empresas, principalmente locales, a menudo vinculados a la economía social y solidaria y que generalmente desarrollan sus proyectos creativos en la intersección entre lo cultural, lo social, lo pedagógico y lo comunitario.
Se prima en la selección de los proyectos que estos sean accesibles a cualquier perfil de persona, sin que se requiera experiencia o capacitación previa; que impliquen una experimentación directa de técnicas, disciplinas o procesos culturales -mancharse las manos, en el sentido más amplio de la palabra- que aporten algo diferencial a la oferta cultural local, de modo que no compitan con proyectos e iniciativas preexistentes; y que sirvan para el fomento de la participación activa de la ciudadanía en cultura y la transformación del en torno a través de la creatividad.
Se tienen también en consideración otros valores como su sostenibilidad, su capacidad de acercar al hecho cultural a colectivos en riesgo de exclusión social o que no participan habitualmente en cultura, su vínculo con el entorno más próximo o su capacidad de generar red, entre otros; así como criterios que afectan al conjunto de programación resultante, como la consecución de un cierto equilibro entre disciplinas, tipologías de actividad o segmentos de edad.
Algunas de las actividades que se han desarrollado son: grabado no tóxico, arte textil, fotografía, dibujo, reciclaje creativo, autoconstrucción, diseño, collage, cómic, audiovisual, poesía, flamenco, encuadernación, enmarcación, taracea, reciclaje creativo, juego libre, técnicas creativas como el Stop Motion y maceteros reciclado

## Descripción arquitectónica
Harinera ZGZ tiene tres zonas definidas: Harinera, Almacén y Jardín. El edificio tiene planta baja y tres plantas con una superficie de unos 450 m² por planta. También dispone de un pequeño sótano. 
La rehabilitación fue ideada por Teófilo Martín respetando en ella muchos de los elementos de la fábrica y la estética industrial.

## Galería
|  |
|  |

|  |
|  |

|  |
|  |

|  |
|  |